# Bernard Grün
Bernard Grün (später: Bernard Grun, * 11. Februar 1901 in Startsch, Třebíč, Österreich-Ungarn; † 28. Dezember 1972 in London) war ein österreichisch-britischer Komponist, Dirigent und Publizist. 

## Leben
Der in der österreichisch-ungarischen Monarchie geborene Grün studierte in Wien und Prag Jura und Philosophie (beides mit Abschluss) sowie Musiktheorie (unter Alban Berg, Felix von Weingartner und Egon Wellesz). 1930 machte er zum ersten Mal mit einem selbst komponierten Bühnenwerk von sich reden: Böhmische Musikanten hieß das Singspiel in 3 Akten, das in Wien uraufgeführt wurde. Es folgten die Operetten Marlenes Brautfahrt (1933) und Gaby (1936) sowie Werkbearbeitungen und Dirigate in Berlin, Prag und Wien, bis die Annexion Österreichs durch das nationalsozialistische Deutschland ein weiteres Verbleiben im deutschsprachigen Raum unmöglich machte. Bernard Grün emigrierte 1935 nach England und nannte sich fortan Bernard Grun.
Im Exil komponierte und arrangierte er weiter. Schließlich wurde er als musikalischer Leiter an His Majesty’s Theatre in London berufen. Zu der von Richard Tauber komponierten und mit dem großen Tenor in London uraufgeführten Operette Old Chelsea steuerte er einige Lieder bei. Mehrere deutschsprachige Werke adaptierte er für das britische Publikum, so Ralph Benatzkys Im weißen Rößl (unter dem Namen White Horse Inn) und Karl Millöckers Die Dubarry. Insgesamt hat Bernard Grun nach Auskunft seines deutschen Verlages Langen Müller sechsundzwanzig Operetten und fünfzig Filmpartituren geschaffen.
Mehr und mehr trat dennoch die musikpublizistische Arbeit in den Vordergrund. Grun schrieb auf Englisch, viele seiner Werke wurden später ins Deutsche übersetzt. Zunächst mit insgesamt vier Büchern voller Musiker-Anekdoten, dann mit seiner zum Standardwerk gewordenen Kulturgeschichte der Operette (Titel: Die leichte Muse) machte er sich einen Namen als Musikhistoriker. Das Leben, die Zeit und die Melodien von Oscar Straus beschrieb Bernard Grun unter dem Titel Prince of Vienna. Der Roman Der goldene Federkiel handelt vom Leben Wolfgang Amadeus Mozarts. Und über das Leben Franz Lehárs schrieb er das Buch Gold und Silber. Seine letzte Publikation war die Herausgabe der Briefe Alban Bergs an seine Frau, die er für das englische Publikum übersetzte und kommentierte. 
Bernard Grun war mit der Londoner Modezeichnerin Edith Hart verheiratet.

## Operetten
- 1930: Böhmische Musikanten. Libretto Julius Wilhelm und Peter Herz
- 1933: Marlenes Brautfahrt (nach dem Lustspiel Heimliche Brautfahrt von Leo Lenz). Libretto Max Bertuch und Hans Regina von Nack
- 1936: Balalaika (Musik von Bernhard Grün zusammen mit George Posford), Libretto Eric Maschwitz
- 1936: Gaby. Libretto Bela Jenbach und Julius Wilhelm
- 1943: Old Chelsea. Musical von Richard Tauber mit zusätzlichen Liedern von Bernard Grun

## Filmografie
- 1931: Ein Auto und kein Geld  (als Bernard Grün), Regie: Jacob Fleck, Luise Fleck
- 1939: Magyar Melody, Film von einer Aufführung des Her Majesty's Theatre, London. Musik Bernard Grun und George Posford
- 1947: White Cradle Inn, Regie: Harold French
- 1948: The Blind Goddess, Regie: Harold French
- 1948: Brass Monkey, Regie: Thornton Freeland

## Schriften
- Prince of Vienna. The life, the times and the melodies of Oscar Straus, London, W.H. Allen 1955
- Der goldene Federkiel. Ein Mozart Roman, Wiesbaden, Rheinische Verlags-Anstalt 1957
- Durchs Notenschlüsselloch betrachtet. Musiker-Anekdoten, Langen Müller 1959
- Dur und Moll. Musiker-Anekdoten, München, Langen Müller 1960
- Fanny beloved (über Fanny Elssler), London, W.H. Allen 1960
- Die leichte Muse. Kulturgeschichte der Operette, München, Langen Müller 1961
- Piano und Forte. Musiker-Anekdoten, München, Langen Müller 1965
- Aller Spaß dieser Welt. Kulturgeschichte des Lachens, München, Langen Müller 1966
- Einladung nach Venedig, München, Langen Müller 1967
- Mit Pauken und Trompeten. Musiker-Anekdoten, München, Langen Müller 1968
- Gold und Silber. Franz Lehár und seine Welt, München, Langen Müller 1970
- Letters to his wife / Alban Berg. Herausgegeben, übersetzt und kommentiert von Bernard Grun, London, Faber and Faber 1971.